# Jennifer Hopkins
Jennifer Hopkins, po mężu Dent (ur. 10 lutego 1981 w Kansas City) – amerykańska tenisistka.
Jest żoną Taylora Denta, w przeszłości również tenisisty, od 8 grudnia 2006 roku. Ślub odbył się w Sarasocie na Florydzie, a wśród zaproszonych gości znaleźli się między innymi Marija Szarapowa i Nick Bollettieri.

## Kariera tenisowa
Zawodową tenisistką była w latach 1999–2005.
Występy na kortach rozpoczęła w roku 1998, startując w imprezach cyklu ITF. Rok później wygrała już ponad pięćdziesiąt meczów, co zaowocowało awansem o 546 miejsc w klasyfikacji WTA. Zadebiutowała w zawodach WTA Tour podczas wielkoszlemowego US Open 1999. W kolejnym sezonie awansowała do grona stu najlepszych zawodniczek świata, osiągając półfinał w Warszawie.
W roku 2001 po raz pierwszy wystąpiła we wszystkich czterech imprezach z cyklu Wielkiego Szlema. W drodze do finału w Hobarcie pokonała Carę Black, a pół roku później zwyciężyła Amandę Coetzer w Rogers Cup. W sezonie 2002 razem z Chorwatką Jeleną Kostanić wygrała turniej gry podwójnej we francuskim Strasburgu.
W roku 2003 Hopkins skupiła się głównie na startach w cyklu ITF, w którym to odnosiła znaczące sukcesy w postaci kolejnych tytułów (w sumie zgromadziła ich dwanaście, zarówno singlowych, jak i deblowych). W sezonie 2004 osiągnęła finał debla w Tokio i półfinał w Québec, a obydwa rezultaty osiągnęła partnerując rodaczce Mashonie Washington. Z tą samą zawodniczką była w półfinale w Pattayi rok później.
Ostatni występ singlowy Hopkins odnotowano w Bangkoku w 2005, gdzie w pierwszej rundzie kwalifikacji uległa Australijce Nicole Pratt.

### Wygrane turnieje rangi WTA Tour

#### Gra podwójna (1)
|    | Data       | Turniej                                 | Kat.          | ($)     | Naw.   | Partnerka       | Finalistki                    | Wynik         |
| 1. | 20/05/2002 | Strasburg, Internationaux de Strasbourg | Kategoria III | 170 000 | ziemna | Jelena Kostanić | Caroline Dhenin Maja Matevžič | 0:6, 6:4, 6:4 |

### Wygrane turnieje rangi ITF
| turnieje z pulą nagród 100 000 $ |
| turnieje z pulą nagród 75 000 $  |
| turnieje z pulą nagród 50 000 $  |
| turnieje z pulą nagród 25 000 $  |
| turnieje z pulą nagród 15 000 $  |
| turnieje z pulą nagród 10 000 $  |

#### Gra pojedyncza
|    | Data       | Turniej     | Kat. | ($)    | Naw.   | Finalistka         | Wynik         |
| 1. | 06/06/1999 | Little Rock | ITF  | 10 000 | twarda | Dawn Buth          | 6:2, 6:2      |
| 2. | 13/06/1999 | Hilton Head | ITF  | 10 000 | twarda | Renata Kolbovic    | 2:6, 6:4, 6:2 |
| 3. | 04/07/1999 | Springfield | ITF  | 10 000 | twarda | Maricris Fernandez | 6:1, 6:0      |
| 4. | 10/10/1999 | Albuquerque | ITF  | 50 000 | twarda | María Vento-Kabchi | 4:6, 7:6, 6:4 |
| 5. | 06/08/2000 | Lexington   | ITF  | 50 000 | twarda | Dawn Buth          | 6:3, 6:1      |
| 6. | 29/10/2000 | Dallas      | ITF  | 50 000 | twarda | Milagros Sequera   | 6:2, 6:1      |
| 7. | 26/10/2003 | Paducah     | ITF  | 50 000 | twarda | Tara Snyder        | 6:3, 6:4      |